# Pieśń o żołnierzach z Westerplatte
Pieśń o żołnierzach z Westerplatte – wiersz Konstantego Ildefonsa Gałczyńskiego z 1939 roku. 
Wbrew nazwie, jest to wiersz, który jest tylko niekiedy śpiewany; Gałczyński nie napisał do niego muzyki, ale tę napisali m.in. Benedykt Konowalski (1966), Wojciech Łukaszewski (1969) i Jerzy Bauer (1974), a śpiewała ją m.in. Maryla Rodowicz.
Gałczyński napisał ten wiersz we wrześniu 39 roku, prawdopodobnie dnia 16 września, podczas kampanii wrześniowej. Gałczyński nie znał szczegółów walk, i wiersz ten przyczynił się do rozpowszechniania poetyckiego, błędnego mitu o śmierci większości polskich obrońców Westerplatte (faktycznie z garnizonu liczącego ponad 200 żołnierzy poległo tylko 15, a kilkudziesięciu było rannych).
Wiersz ten został określony jako „powszechnie znany” i „najpiękniejszy niewątpliwie w polskiej literaturze wiersz o bohaterskich żołnierzach”.